# Enyimba International FC
L'Enyimba International FC és un club de futbol nigerià de la ciutat d'Aba.
Enyimba significa ‘elefant’ en Igbo i és l'àlies de la ciutat d'Aba. Per aquest motiu el sobrenom associat al club és «l'elefant del poble».
El club va ser fundat el novembre de 1976 per Sir Jerry Amadi Enyeazu, una personalitat esportiva nigeriana. El club passar a ser propietat del govern de l'Estat d'Abia a partir del 1999.

## Palmarès
- Lliga nigeriana de futbol:[3]
  - 2001, 2002, 2003, 2005, 2007, 2009–10, 2015, 2019

- Copa nigeriana de futbol:[4]
  - 2005, 2009, 2013, 2014

- National Second Division:
  - 1993

- Supercopa nigeriana de futbol:
  - 2001, 2003, 2010, 2013

- Lliga de Campions de la CAF:
  - 2003, 2004

- Supercopa africana de futbol:
  - 2004, 2005

## Jugadors destacats
- Nnaemeka Onovo
- David Tyavkase
- Kola Ademola
- Garba Yaro-Yaro Ahmed
- Raphael Chukwu
- Benedict Idahor
- John Gaadi
- Kelechi Iheanacho
- Emmanuel Issah
- Chukwudi Nwogu
- Pascal Ojigwe
- Ndongo Ukhana
- Christian Chukwu Okoro
- Emeka Ezeugo
- Eric Fashindo
- Atanda Sakibu
- Benedict Atule
- Oliver Agbo
- Mangut Mbwas
- Mohammed Pele
- Aliyu Musa
- Alhaji Mohammed
- Ambrose Aikhomuogbe
- Alphonsus Ezimorah